# ハクウンラン
ハクウンラン（白雲蘭、学名：Kuhlhasseltia nakaiana）は、ラン科ハクウンラン属の地生の多年草。別名、ムライラン、イセラン。

## 特徴
茎の下部は匍匐し、茎の上部が斜上し、花時には直立して高さは5-13cmになる。根は退化して無い。葉は茎の下部に数個がまばらに互生し、卵円形で濃緑色、長さ3-7mm、幅2.5-7mm、葉柄があってその基部は茎を抱く。
花期は7-8月。茎先に1-7個の白色の花を総状につける。花茎、子房、苞、萼片に細かい軟毛が生える。2つの側萼片は長さ4.5-5mmになり背萼片より長く、3萼片の基部が合着してふくらんで、唇弁の基部を包む。側花弁は背萼片に密着してふつう目立たない。3萼片と側花弁は淡緑色でときに写真のように赤みを帯びる。唇弁の先は丁字形となって横長の長方形になり、萼片より長く、その爪部は細くなる。唇弁の基部は距となって2つの半球状のふくらみとなり、内部に2つの細長い肉質突起がある。

## 分布と生育環境
日本では、本州（青森県津軽地方以南）、四国、九州に分布し、本州北部ではヒノキアスナロなどの針葉樹林の林床、その他の地域では常緑広葉樹林または落葉広葉樹林の林床、またはそれらの混交林の林床に生育する。国外では、台湾北部、朝鮮半島に分布する。

## 名前の由来
ハクウンランは「白雲蘭」の意で、中井猛之進が朝鮮半島の白雲山で初めて採集したことによる。
種小名 nakaiana は、中井猛之進への献名。

## ギャラリー
- 3萼片の基部が合着して鐘形の花筒となり、唇弁は白く先は丁字形に広がり横長の長方形になる。唇弁の基部は距となりふくらむ。
- 花茎、子房、苞、萼片に細かい軟毛が生える。
- 葉は互生し、濃緑色。
- 果実。